# Гомаранізм

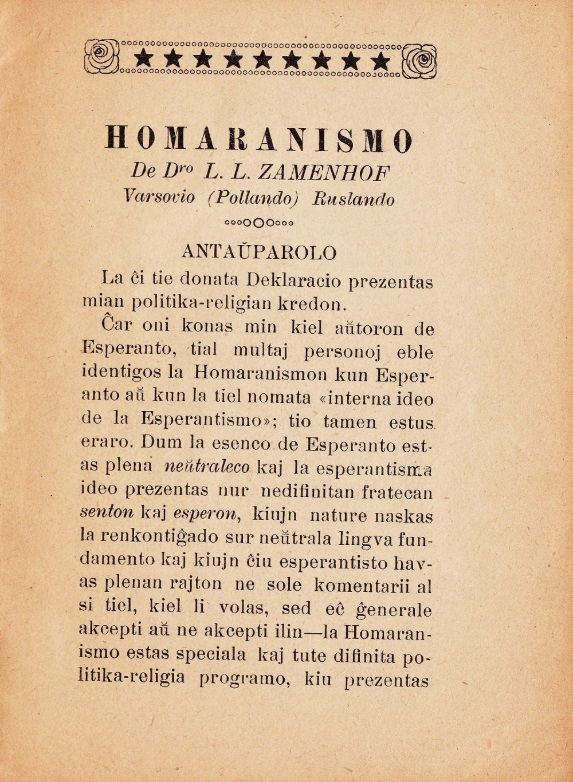
Видання "Homaranismo" 1913 року

Гомаранізм (есп. Homaranismo) — філософсько-релігійне вчення, започатковане засновником планової мови еперанто Лазарем Заменгофом. Еволюціонувало на основі більш ранньої доктрини гілелізму, що був, здебільшого, націлений на більшу інтеграцію єврейського народу у глобальне суспільство.

## Історія
У 1906 році в першому номері журналу «Російський есперантист» були без підпису опубліковані «Догмати гілелізму». Це, однак, був уже новий варіант релігійно-етичного вчення, розроблений Заменгофом. У передмові підкреслювалося, що гілелізм зразка 1906 року вже не є концепцією для однієї людської групи. Метою нового вчення проголошувалося поступове злиття людей в один народ. У другому номері того ж журналу Заменгоф пропонує вже і нову назву вчення — «Гомаранізм» (від есперантського слова «homarano» — «член людського суспільства»).
В 1912 році він пропонує організувати конгрес нейтрально-людської релігії в Парижі разом з 10-м Всесвітнім конгресом есперантистів (1914). Ідея Заменгофа була незвичною: він хотів звернутись не до тих, хто вірить, що їх релігія є єдиною вірною та даною від бога, а до вільнодумців, котрі полишили релігію своїх батьків. Конгрес не відбувся по причині початку Першої світової війни.
Поширення гомаранізму Заменгоф спочатку тісно пов'язував із завданням розповсюдження есперанто, як «нейтральної мови», розглядаючи есперантистів як основну цільову групу для початкового впровадження гомаранізму. Проте у кожній новій версії маніфесту (Hilelismo 1906, Homaranismo 1906, Homaranismo 1913, Homaranismo 1917) Заменгоф приділяє все менше уваги мовній проблемі. Останню версію гомаранізму Заменгоф мав наміри розповсюдити не серед есперантистів, а по всьому світу, і не на есперанто, а за допомогою найбільш поширених національних мов.
Заменгоф до кінця життя працював над вдосконаленням своєї доктрини, відточував формулювання «догматів» гомаранізму, бажаючи ясніше висловити думку, що вчення не пов'язане з неповагою до національних культур, патріотичних почувань та релігійних переконань і намагаючись підкреслити, що його не можна змішувати з космополітизмом.
Останнім твором «доктора Есперанто» була стаття «Про Бога та безсмертя». Заменгоф встиг написати лише її вступну частину; смерть, що настала 14 квітня 1917 року, завадила закінчити роботу.

## Основні засади гомаранізму
Новий проект включав у себе новаторські положення про відносини між людиною, народом та людством. Декларація з 12 пунктів сформувала віровчення.
Усі перші чотири догми, найбільш принципові та загальні:
|  | 1. Я - людина, і для мене існують лише чисто людські ідеали; усілякі ідеали та наміри окремих етносів та народів я розглядаю як груповий егоїзм та людиноненависть, котрі рано чи пізно повинні зникнути та чиєму зникненню я повинен посприяти як можу. 2. Я вірю, що усі народи рівні і я оцінюю кожну людину лише за її особистими цінностями та діями, а не за її походженням. Всі образи або переслідування людини за причиною того, що вона представник іншого народу, говорить на іншій мові або відноситься до іншої релігії, котра відрізняється від моєї, я розглядаю як варварство. 3. Я вірю, що кожна країна належить не до того чи іншого етносу, а повністю і в однаковій мірі усім мешканцям, в незалежності від їх мови або релігії; змішування інтересів країни з інтересами того чи іншого народу, мови або релігії, я розглядаю як пережток варварських часів, коли існувало лише правило кулака та меча. 4. Я вірю, що в своїй родині кожна людина має повне природне та не підлягаюче обговоренню право розмовляти на тій мові або діалекті, на котрому вона бажає, також на визнання її релігії, але в спілкуванні з людьми іншого походження, вона повинна, наскільки це можливо, використати нейтральну мову та жити за принципом нейтрально-людської релігії. Усіляке прагнення однієї людини нав’язати іншим людям свою мову або свою релігію, я розглядаю як варварство. |

Проголошувався принцип громадянського патріотизму, який має прийти на зміну національній ідентифікації та протиставленню. У зв'язку з цим пропонувалося перейти до нейтрально-географічних назв для уже існуючих народів: Sviso-homarano (швейцарці), Peterburgia homarano (росіяни), Varsovilanda homarano (поляки) і т. ін.
Релігійна складова вчення не грала такої помітної ролі, як відстоювання загальнолюдських цінностей (щоправда, Заменгоф закликав будувати спеціальні храми для нової «релігії»). У релігійному сенсі гомаранізм містив елементи деїзму та екуменізму. Основний принцип гомаранізму «стався до людей так, як хочеш, аби відносились до тебе» є не релігійним, а моральним. Його метою було знайти відгук у серцях не стільки есперантистів і віруючих, скільки прихильників прогресу, для котрих релігійні та мовні проблеми не були такими важливими.

## Гомаранізм сьогодні
Гомаранізм ніколи не був помітним явищем всередині міжнародного руху есперантистів. На початку ХХ століття реально діяла лише невелика група гомараністів у Варшаві, що стало для творця есперанто особистою трагедією. Нині існує Гомараністська всесвітня асоціація (Homaranisma Asocio Tutmonda), що складається з 35 членів та прибічників. Організація видає щомісячний бюлетень «Homarano», підписка на електронний варіант якого безкоштовна.